# Rohatka
Rohatka (słow. Prielom, niem. Kerbchen, węg. Rovátka, 2293 m) – przełęcz w głównej grani Tatr pomiędzy Małą Wysoką (Východná Vysoká) i Dziką Turnią (Divá veža), dokładniej Turnią nad Rohatką. Wschodnie zbocza spod przełęczy opadają do Kotliny pod Rohatką będącej górnym odgałęzieniem Doliny Staroleśnej (Veľká Studená dolina), zaś zachodnie do Doliny Świstowej (Svišťová dolina), która jest górną częścią Doliny Białej Wody (Bielovodská dolina).
W grani opadającej na Rohatkę z Małej Wysokiej znajduje się kilka drobnych obiektów, którymi są (kolejno od góry):
- Wyżnia Zmarzła Szczerbina (Vyšná Zamrznutá štrbina),
- Wielka Zmarzła Turniczka (Veľká Zamrznutá vežička),
- Pośrednia Zmarzła Szczerbina (Prostredná Zamrznutá štrbina),
- Pośrednia Zmarzła Turniczka (Prostredná Zamrznutá vežička),
- Niżnia Zmarzła Szczerbina (Nižná Zamrznutá štrbina),
- Mała Zmarzła Turniczka (Malá Zamrznutá vežička)[3].

Ta wąska, głęboka przełęcz była używana już w XIX wieku. Pierwsze znane przejście turystyczne: Karl Kalchbrenner z dwoma towarzyszami i dwoma przewodnikami w 1864 r., zimą – 17 kwietnia 1911 r. Lajos K. Horn i Jenő Serényi, polscy narciarze w 1913.
Rejon przełęczy zbudowany jest z mylonitów. Istniejący, znakowany szlak turystyczny został wytyczony w 1912 i jest zabezpieczony łańcuchami. Przy suchej skale trudności podczas przejścia są niewielkie, przy oblodzeniu jest niebezpiecznie. Rohatka jest najwygodniejszym przejściem łączącym Dolinę Staroleśną z Doliną Białej Wody. Witold Henryk Paryski nazwał ją jednym z najważniejszych przejść przez główną grań Tatr.
Węgierska nazwa przełęczy oznacza karb, wrąb – podobnie jak nazwy słowacka i niemiecka. Polska forma miała powstać na wzór węgierskiej wskutek nieporozumienia. Według Józefa Nyki wywodzenie nazwy z formy węgierskiej jest błędne. Na przełomie XIX i XX wieku łączono też nazwę przełęczy ze słowem rogatka, co miało sugerować położenie na granicy.

## Szlaki turystyczne
szlak z Łysej Polany przez Dolinę Białej Wody i Rohatkę do Schroniska Zbójnickiego w Dolinie Staroleśnej.
- Czas przejścia z Łysej Polany na Rohatkę: 5:15 h, ↓ 4 h
- Czas przejścia z Rohatki do Schroniska Zbójnickiego: 1 h, ↑ 1:10 h

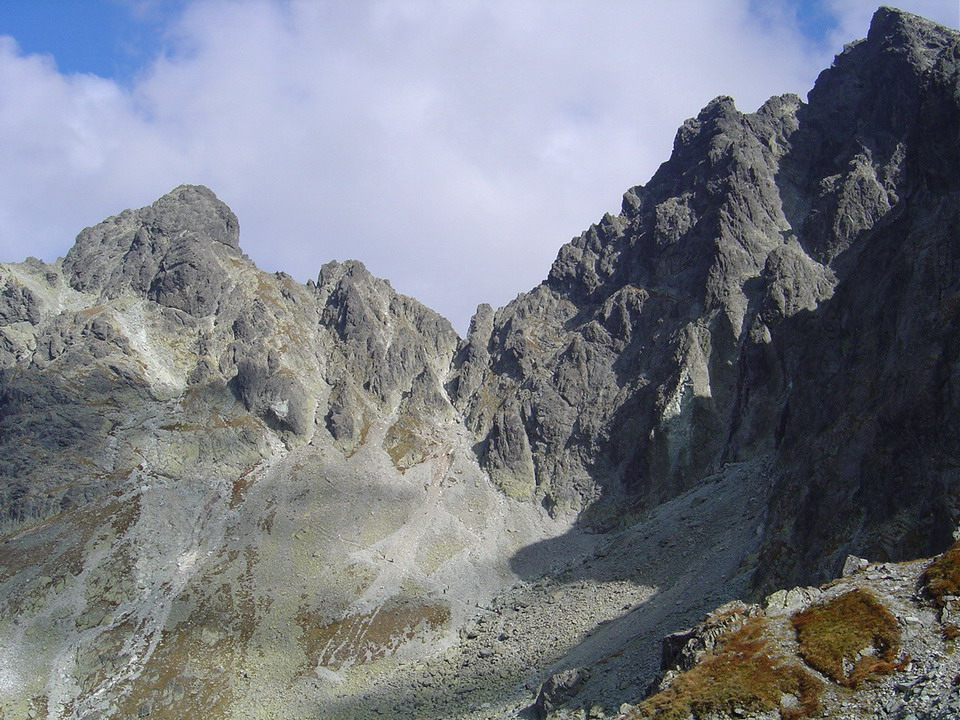
Dzika Turnia, Rohatka i Mała Wysoka widziane z Polskiego Grzebienia
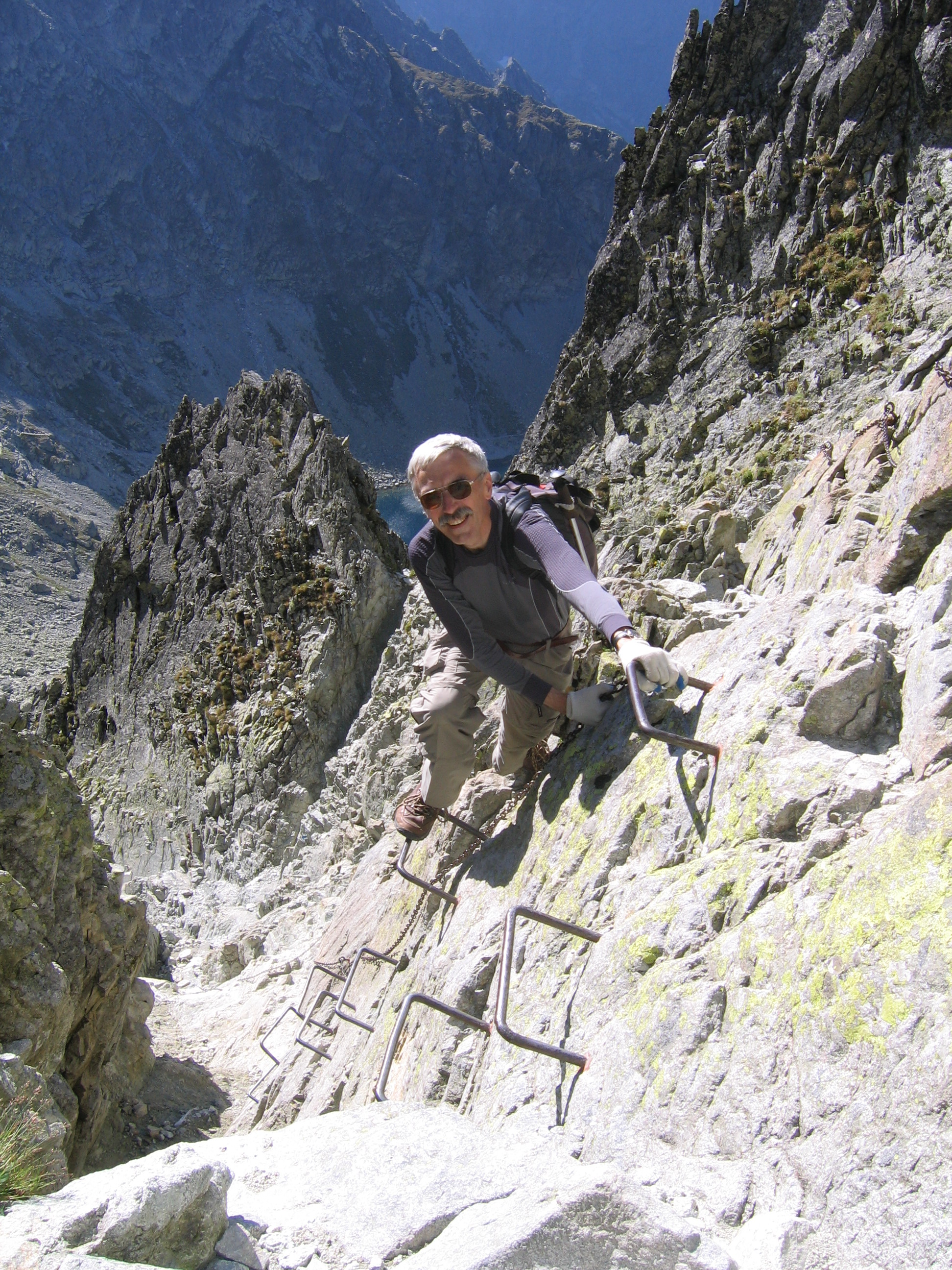
Zejście po klamrach z Rohatki na stronę Doliny Białej Wody
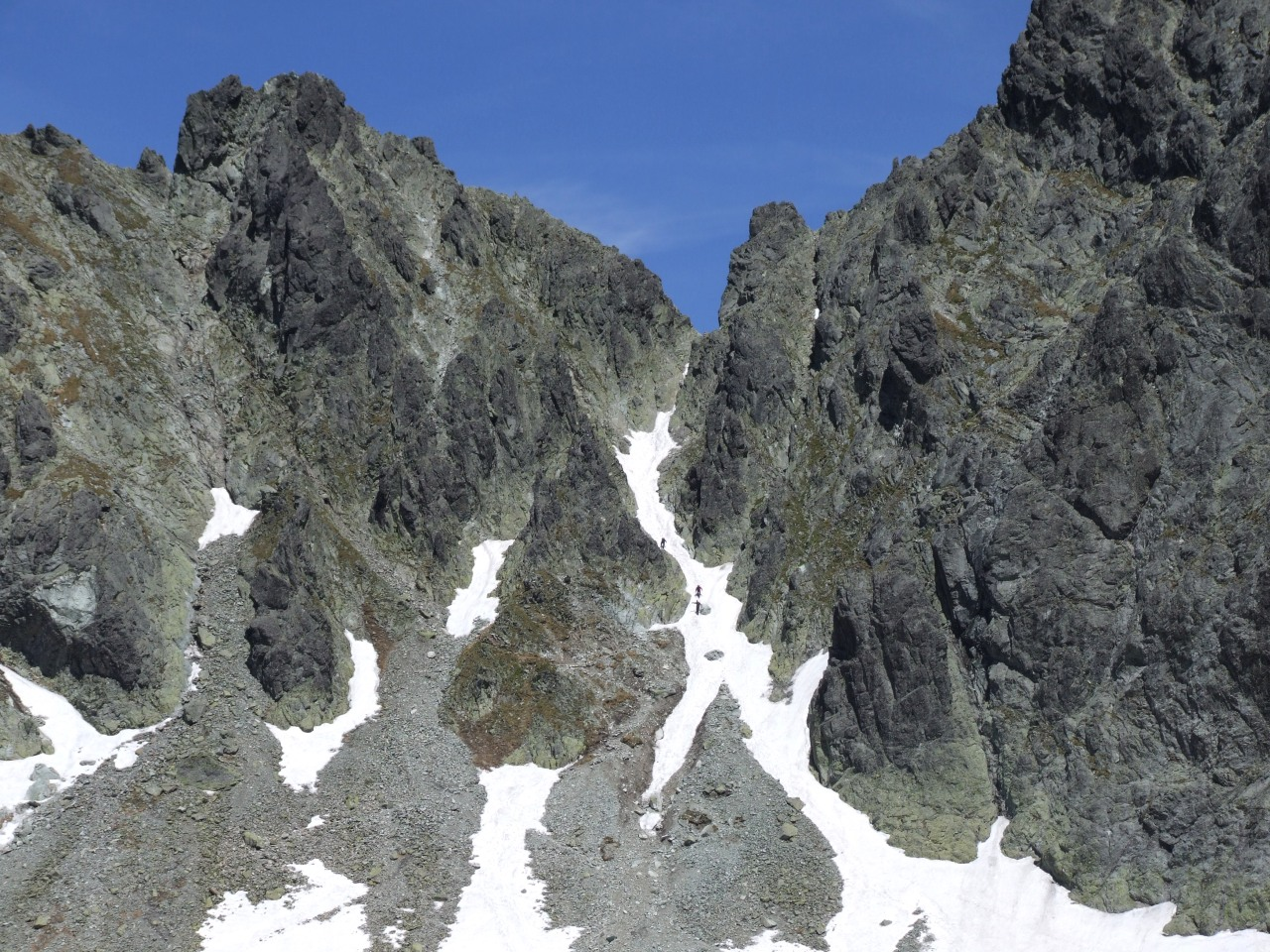
Widok z Doliny Litworowej